# 反到底派
1967年重庆反对“革联会”的一派群众在2、3月遭到镇压，4月被平反后，被称为要砸烂革联会的“砸派”，和支持革联会的八一五派对立。1967年7月砸派改名为“反到底派”。著名人物有：李木森（反到底工总司一号勤务员、军工井冈山一号勤务员）、邓长春（反到底工总司常委、军工井冈山总部勤务组副组长）和黄廉（反到底工总司勤务组副组长）。
1967年7月中旬，支持砸派的四川省革命委员会筹备小组副组长刘结挺在重庆视察时，黄廉说，对资产阶级反动路线要造反到底，刘结挺提议：可以叫反到底派。于是“砸派”就改名叫“反到底派”。
1968年10月15日，重庆市革命委员会在重庆市人民大礼堂举行“两大派革命群众组织撤销总部，掀起斗、批、改新高潮誓师大会”，两大派群众组织宣告，自即日起撤销各自的总部。

## 组织
“反到底派”一方的全市性组织有：
- 重庆工人革命到底总司令部（简称工总司），1967年6月21日成立。是重庆大武斗中“砸派”的司令部。
- 重庆市农民革命军反到底司令部（简称农总司）
- 重庆大专院校红卫兵反到底司令部（简称红大司）
- 重庆中学生红卫兵反到底司令部（简称红中司）
- 重庆机关反到底司令部（简称机关司令部）
- 重庆文艺界延安兵团总部

## 扩展阅读
- 李木森回忆，何蜀整理、注释，《亲历重庆大武斗——重庆反到底派一号勤务员自述》，中国文化传播出版社，2011年。（文革爆发时作者是重庆江陵机器厂助理技术员，曾任重庆反到底派主要负责人，重庆市革命委员会副主任。）